# Mompha sexstrigella
Mompha sexstrigella is een vlinder uit de familie wilgenroosjesmotten (Momphidae). De wetenschappelijke naam is voor het eerst geldig gepubliceerd in 1921 door Braun.
De soort komt voor in Europa.